# Relations entre la Macédoine du Nord et la Serbie
Cet article décrit les relations entre la Macédoine du Nord et la Serbie.

## Histoire
Le souverain serbe Stefan Milutin s'empare de la Macédoine en 1284. Elle reste serbe jusqu'en 1371 et la défaite de Vukašin Mrnjavčević lors de la bataille de la Maritsa. Dans un premier temps Marko Mrnjavčević la gouverne sous l'autorité des Ottomans, puis les Turcs l'occupent seuls jusqu'en 1913[réf. nécessaire].
En 1913, le royaume de Serbie libère la Macédoine de l'occupation turque puis participe aux deux guerres des Balkans contre la Bulgarie, avec le soutien de la Grèce, pour en garder le territoire. La Serbie, la Bulgarie et la Grèce se partagent alors le territoire macédonien. La Macédoine du Nord d'aujourd'hui est la Macédoine serbe de 1913.

### Indépendance
La Macédoine du Nord n'a jamais été un État indépendant avant la dissolution de la Yougoslavie. Les gouvernements serbes d'avant 1945 l'ont considérée comme la Serbie du Sud, d'où l'émotion produite en Serbie lors de sa déclaration d'indépendance en 1991, quelques semaines après les déclarations d'indépendance de la Croatie et de la Slovénie[réf. nécessaire].
Aujourd'hui, la Serbie a généralement une politique attentiste vis-à-vis de la Macédoine du Nord[réf. nécessaire].

## Le conflit des églises orthodoxes
Depuis 1967, la Macédoine du Nord est le théâtre d'un conflit juridictionnel entre deux Églises orthodoxes qui se « disputent » son territoire :
- l'Église orthodoxe macédonienne, dont le caractère autocéphale n'est pas reconnu par les autres Églises ;
- l'Église orthodoxe serbe, qui a créé en Macédoine du Nord un exarchat nommé l'archidiocèse d'Ohrid avec à sa tête Jovan Vraniskovski, un Macédonien.

Depuis l'indépendance de la Macédoine du Nord, ce conflit a pris une ampleur qui tend les relations entre les deux États. La Macédoine du Nord fait une politique très répressives contre l'Église orthodoxe serbe faisant intervenir régulièrement les forces de police dans les lieux de culte.

## Ambassades

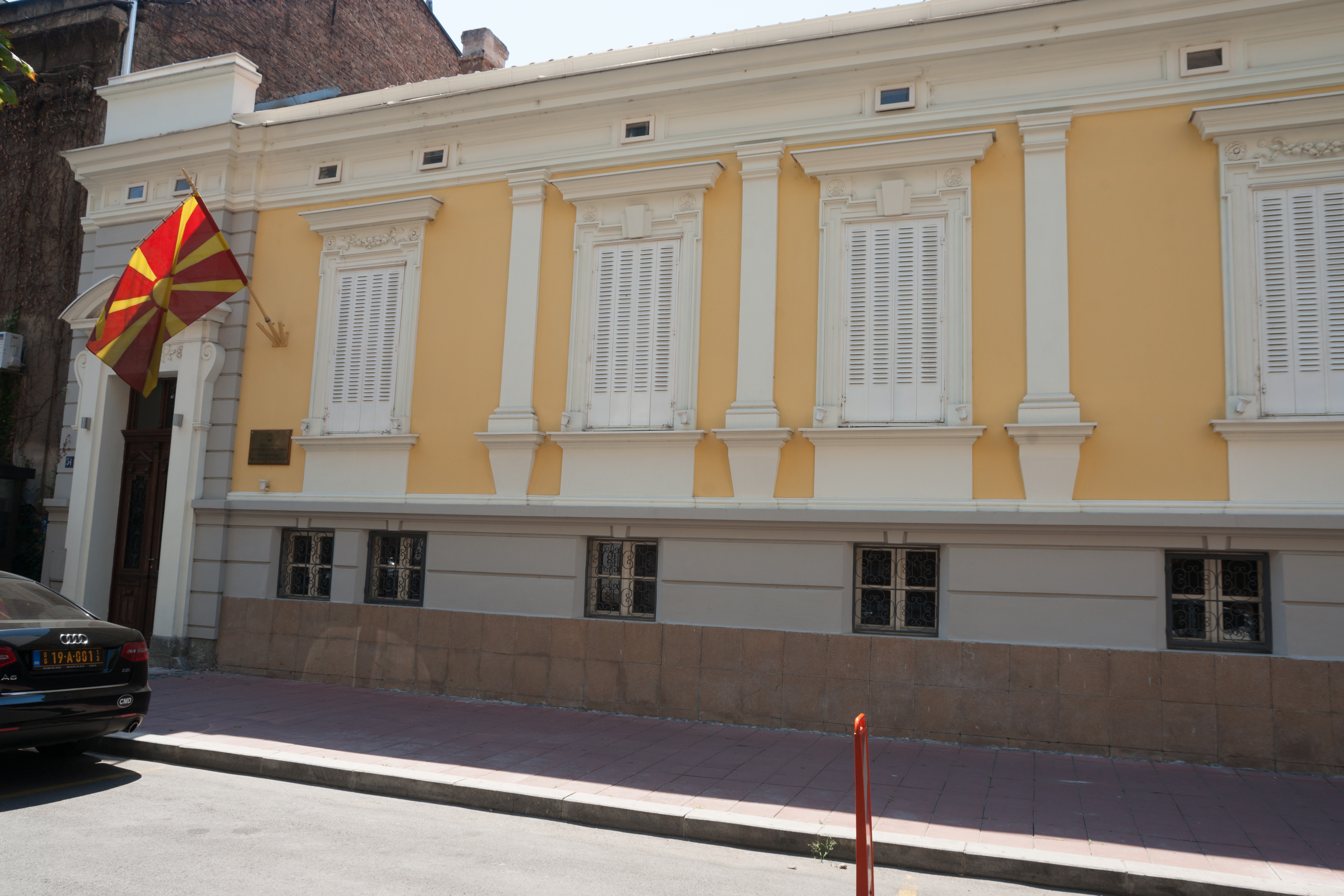
L'ambassade de Macédoine du Nord à Belgrade

La Macédoine du Nord dispose d'une ambassade à Belgrade, située 34 rue Gospodar Jevremova ; en septembre 2013, l'ambassadeur de Macédoine en Serbie était Ljubiša Georgijevski. Réciproquement, la Serbie entretient une ambassade à Skopje ; à la même période, l'ambassadeur de Serbie en Macédoine était la chargée d'affaires  Dušanka Divjak-Tomić.